# Stockton (Californië)
Stockton is een stad in de Amerikaanse staat Californië en telt 243.771 inwoners. Het is hiermee de 70e stad in de Verenigde Staten (2000). De oppervlakte bedraagt 141,6 km², waarmee het de 128e stad is.
De privé-universiteit University of the Pacific heeft haar hoofdcampus in Stockton.
Sinds 1962 is de stad de zetel van een rooms-katholiek bisdom.

## Demografie
Stockton kent een aanzienlijke latinogemeenschap en Chinese gemeenschap. De Chinese Amerikanen hebben in Stockton een kleine Chinese buurt gebouwd, met daarin de Confucius Church of Stockton.
Van de bevolking is 10,2 % ouder dan 65 jaar en bestaat voor 22,9 % uit eenpersoonshuishoudens. De werkloosheid bedraagt 10,4 % (cijfers volkstelling 2000).
Ongeveer 32,5 % van de bevolking van Stockton bestaat uit hispanics en latino's, 11,2 % is van Afrikaans-Amerikaanse oorsprong en 19,9 % van Aziatische oorsprong (volkstelling 2000).
Het aantal inwoners steeg van 211.495 in 1990 naar 243.771 in 2000.

### 2020
Bevolkingssamenstelling van 2020:
| Bevolkingsgroep       | Aantal  | Percentage |
| --------------------- | ------- | ---------- |
| Blanke Amerikanen     | 54,765  | 17,1%      |
| Afro-Amerikanen       | 38,178  | 11,9%      |
| Inheemse Amerikanen   | 1,237   | 0,4%       |
| Aziatische Amerikanen | 67,738  | 21,1%      |
| Pacifische eilanders  | 2,440   | 0,8%       |
| Ander ras             | 1,608   | 0,5%       |
| Twee of meer rassen   | 13,237  | 4,1%       |
| Latino-Amerikanen     | 141,601 | 44,1%      |

## Klimaat
In januari is de gemiddelde temperatuur 7,2 °C, in juli is dat 25,4 °C. Jaarlijks valt er gemiddeld 354,3 mm neerslag (gegevens op basis van de meetperiode 1961-1990).

## Plaatsen in de nabije omgeving
De onderstaande figuur toont nabijgelegen plaatsen in een straal van 8 km rond Stockton.

## Geboren in Stockton
- Harriet Chalmers Adams (1875-1937), ontdekkingsreiziger, fotograaf, publicist
- Daniel Goleman (1946), psycholoog, wetenschapsjournalist
- Chris Isaak (1956), zanger, muzikant, songwriter en acteur
- Brian Goodell (1959), zwemmer
- Nick Diaz (1983), mixed martial artist
- Nate Diaz (1985), mixed martial artist
- Jazz Raycole (1988), actrice en danseres